# ألكسندر ستيفينز
ألكسندر هاملتون ستيفنس (بالإنجليزية: Alexander H.) سياسي أميركي ، كان نائب رئيس الولايات الكونفدرالية الأمريكية خلال الحرب الأهلية الأمريكية .

## روابط خارجية
- ألكسندر ستيفينز على موقع الموسوعة البريطانية (الإنجليزية)
- ألكسندر ستيفينز على موقع إن إن دي بي (الإنجليزية)